# Great Cumbrae
Great Cumbrae (in gaelico scozzese: Cumaradh Mòr), conosciuta anche come Isola di Cumbrae (Isle of Cumbrae) o semplicemente come Cumbrae, è un'isola di 4,5 km² della Scozia nord-occidentale, situata nel Firth of Clyde e facente parte dell'arcipelago di The Cumbraes. È la più estesa delle due isole che compongono tale arcipelago.
Unico centro abitato dell'isola è Millport.

## Geografia

### Dimensioni e territorio
L'isola misura 3,9 km in lunghezza e 2 chilometri in larghezza.
L'isola raggiunge un'altitudine massima di 127 metri s.l.m. Il punto più elevato è rappresentato da The Glaidstone.

## Storia
Nel 710 d.C. giunse sull'isola San Mirren, che predicò il Cristianesimo.
Nel 1263, l'isola fu conquistata dai Vichinghi.

## Monumenti e luoghi d'intesse
Tra i luoghi d'interesse dell'isola, vi è la cattedrale di Millport, progettata nel 1851 da William Butterfield.
Altro punto d'interesse è rappresentato delle formazioni rocciose dalla cosiddetta Great Cumbrae Fault line.